# Рижский проезд
Ри́жский прое́зд — улица на севере Москвы в Алексеевском районе Северо-Восточного административного округа, между 1-м Рижским переулком и улицей Бориса Галушкина. Назван в 1958 году по бывшему административному Рижскому району Москвы.

## Расположение
Рижский проезд начинается от 1-го Рижского переулка и проходит на северо-восток параллельно улице Павла Корчагина, справа от железнодорожных путей Ярославского направления и платформы «Маленковская». На середине длины от проезда отходит улица Кибальчича.

## Примечательные здания и сооружения
- № 1/5 — поликлиника № 75 СВАО, филиал;
- № 3 — жилой дом, арх. И.В. Жолтовский. Здесь жил литературовед Ю. В. Томашевский[1]. В доме размещается кинокомпания «Пигмалион».
- №5 — жилой дом. Здесь жил с 1973 до 2015 годы генеральный конструктор опытно-конструкторского бюро вертолётостроения имени М.Л. Миля Марат Николаевич Тищенко
- № 9 — дворец культуры «Содружество».
- № 11 — жилой дом. Здесь жил военачальник, Герой Советского Союза А. В. Горбатов[2].